# Кубок Андорри з футболу 2001
Кубок Андорри з футболу 2001 — 9-й розіграш кубкового футбольного турніру в Андоррі. Переможцем вдруге став Санта-Колома.

## Календар
| Раунд        | Дата           | Матчі | Клуби  |
| ------------ | -------------- | ----- | ------ |
| Перший раунд |                | 7     | 15 → 8 |
| 1/4 фіналу   |                | 4     | 8 → 4  |
| 1/2 фіналу   | 31 травня 2001 | 2     | 4 → 2  |
| Фінал        | 3 червня 2001  | 1     | 2 → 1  |

## Перший раунд
| Команда 1                      | Рахунок | Команда 2                   |
| ------------------------------ | ------- | --------------------------- |
| Спортінг (Ескальдес)           | 2:3     | Принсіпат                   |
| Санта-Колома II (2)            | 1:2     | Енкамп                      |
| Каса Естрелла дель Бенфіка (2) | 5:0     | Енкамп II (2)               |
| Лузітанос                      | 1:2     | Депортіво (Ла-Массана)      |
| Інтер (Ескальдес-Енгордань)    | 0:1     | Санта-Колома                |
| Лузітанос II (2)               | 2:1     | Спортінг (Ескальдес) II (2) |
| Франкфурт Керні (2)            | 0:7     | Ранжерс (2)                 |

## 1/4 фіналу
| Команда 1                      | Рахунок  | Команда 2    |
| ------------------------------ | -------- | ------------ |
| Принсіпат                      | 1:1 пен. | Енкамп       |
| Каса Естрелла дель Бенфіка (2) | 0:8      | Сан-Жулія    |
| Депортіво (Ла-Массана)         | 2:5      | Санта-Колома |
| Лузітанос II (2)               | 0:1      | Ранжерс (2)  |

## 1/2 фіналу
| Команда 1      | Рахунок | Команда 2    |
| -------------- | ------- | ------------ |
| 31 травня 2001 |         |              |
| Принсіпат      | 1:5     | Санта-Колома |
| Сан-Жулія      | 6:0     | Ранжерс (2)  |

## Фінал
| 3 червня 2001 |

| Санта-Колома | 2:0 | Сан-Жулія |
| ------------ | --- | --------- |
|              |     |           |

| Комуналь д'Айшовалль, Айшоваль |